# Geissanthus challuayacus
Geissanthus challuayacus är en viveväxtart som beskrevs av J. J. Pipoly. Geissanthus challuayacus ingår i släktet Geissanthus och familjen viveväxter. Inga underarter finns listade i Catalogue of Life.